# Цирхе
Цирхе (агул. Зуьрхье, Цӏерхьеъ, Цирхье) — село в Агульском районе Дагестана. Входит в сельское поселение «Сельсовет „Амухский“».

## Географическое положение
Расположено во Внутригорном Дагестане, на реке Цирхарух (Инсанлы) (бассейн р. Уллучай), в 26 км к северу от села Тпиг, на границе с Дахадаевским районом.

## Население
| 1888 | 1895 | 1926 | 1939 | 1970 | 1989 | 2002 |
| ---- | ---- | ---- | ---- | ---- | ---- | ---- |
| 169  | ↗172 | ↗174 | ↗223 | ↘150 | ↘92  | ↘58  |
| 2008 | 2010 | 2021 |      |      |      |      |
| ↘48  | ↘10  | ↘2   |      |      |      |      |

## История
с 1860 года в составе Аштикулинского наибства Кази-Кумухского округа.
В 1928—1935 гг. село входило в состав Дахадаевского района Республики Дагестан.
С 1952 началось переселение жителей села в село Чинар Дербентского района и завершилось к концу 1990-х годов.

## Известные уроженцы
- Гусаев, Магомедсалих Магомедович (1951—2003) — министр по национальной политике, информации и внешним связям Республики Дагестан, кандидат философских наук, кавалер орденов Мужества и Дружбы народов[11].